# 杜兰尼帝国
杜兰尼帝国是阿富汗历史上的一个帝国，由普什图人中的阿布达里部落萨多查伊部首领艾哈迈德·沙·杜兰尼1747年所创立于坎大哈。全盛时期领土包括今阿富汗、巴基斯坦、伊朗东北部和印度旁遮普东部。为18世纪仅次于奥斯曼帝国的第二大伊斯兰强国。

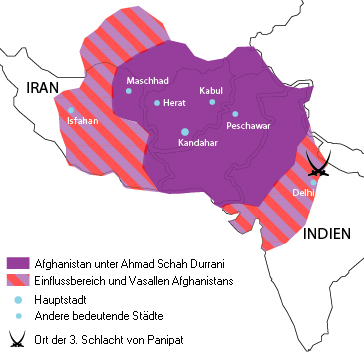
杜兰尼帝国的範圍